# Solariella lupe
Solariella lupe is een slakkensoort uit de familie van de Solariellidae. De wetenschappelijke naam van de soort is voor het eerst geldig gepubliceerd in 2005 door Rolán, Hernández & Déniz.